# Landeskundliche Bibliothek des Märkischen Kreises

Lesesaal der Landeskundlichen Bibliothek des Märkischen Kreises

Die Landeskundliche Bibliothek des Märkischen Kreises in Altena ist eine wissenschaftliche Bibliothek, die sich auf Landeskunde des Raumes Westfalen, des Sauerlandes, der Region Südwestfalen und im Speziellen der Grafschaft Mark spezialisiert hat.
Die 1875 gegründete Einrichtung hat derzeit einen Bestand von etwa 110.000 Büchern. Zudem bezieht sie mehr als 450 laufende Zeitschriften und sammelt Jahrbücher und Geschäftsberichte der märkischen Unternehmen. Damit ist die Landeskundliche Bibliothek eine der größten und traditionsreichsten Spezialbibliotheken Westfalens.

## Angebot
Die Landeskundliche Bibliothek erwirbt nicht nur die neuesten Publikationen über den Märkischen Kreis und seine Kommunen, sondern auch Literatur über Westfalen und die Grafschaft Mark. Hierzu zählen unter anderem Orts- und Familiengeschichte, Volkskunde, Kunst, Wirtschaft, Literatur, Geographie, westfälische Sprache sowie Werke zur Geschichte Westfalens. Der öffentlich zugängliche digitale Bibliothekskatalog (OPAC) informiert über Bücher und Zeitschriften, die seit 1994 erworben worden sind, und 2.500 bibliophile Kostbarkeiten, die zwischen den Jahren 1510 und 1850 erschienen sind.

## Nutzerkreis
Die Bibliothek ist für die gesamte Öffentlichkeit zugänglich. Ihr Angebot richtet sich jedoch besonders an Studenten, Wissenschaftler und Heimatkundler. Die Bestände können lediglich vor Ort im Lesesaal eingesehen werden, da es sich um eine Präsenzbibliothek handelt.

## Räumlichkeiten
Die Bibliothek ist im Kreishaus Altena, Bismarckstraße 15, untergebracht, wo sich auch das Kreisarchiv befindet.